# حالة إضافة
في اللغات الأفروآسيوية، يأخذ الاسم الأول في العبارات الإضافية — التي تتكون من اسمٍ للمملوك يتبعه اسم المالك — غالبًا شكلًا صرفيًا خاصًا يُعرف بحالة الإضافة (باللاتينية: status constructus). على سبيل المثال، في كل من اللغة العربية والعبرية، تُنطق كلمة «ملكة» عند استخدامها منفردة "مَلِكَة" (malika) في العربية، و"مَلْكَة" (malka) — מלכה في العبرية. ولكن عندما تُستخدم في عبارة مملوكة، مثل «ملكة سبأ»، تتغير إلى "مَلْكَت شَؤَع" (malkat šəva) — מלכת שבא في العبرية. وهنا تكون "مَلِكَت" و"مَلْكَت" هما الصيغة المنصوبة في حالة الإضافة (أي الصيغة المملوكة)، بينما تكون "مَلِكَة" و"مَلْكَة" هي الصيغة المطلقة (أي غير المملوكة). تكثر هذه الظاهرة بصورة خاصة في اللغات السامية مثل العربية والعبرية والسريانية، وفي لغات البربر ، وكذلك في اللغة المصرية القديمة المنقرضة.
في اللغات السامية، يُوضع الاسم في حالة الإضافة عندما يُتبع باسم آخر في تركيب إضافي (مضاف ومضاف إليه)، أي في تعبير يدل على الملكية أو العلاقة مثل "بيتُ زيدٍ". وتُعد هذه الحالة مختلفةً عن حالة الجر في اللغات الأوروبية من حيث طريقة التسمية (الإعراب): فالاسم الذي يُوسَم بحالة الإضافة هو الاسم الأول في التركيب (المضاف أو المعدَّل)، وليس الاسم الثاني (المضاف إليه أو المعدِّل)، كما يحدث في اللغات الأوروبية حيث يُجر الاسم المعتمد عليه نحويًا.
ومع ذلك، في اللغات السامية التي تمتلك نظامًا إعرابيًا كاملًا، مثل العربية الفصحى، لا يقتصر الأمر على إعراب الاسم الأول بحالة الإضافة، بل يُجر أيضًا الاسم الثاني (المضاف إليه). فمثلًا، في عبارة "كتابُ محمدٍ"، يكون "كتابُ" في حالة الإضافة (بإسقاط التنوين أو النون عند التأنيث)، بينما يكون "محمدٍ" في حالة الجر بفعل الإضافة إليه. وهذا يختلف عن التراكيب في اللغات الأوروبية مثل "John’s book"، حيث يُجر "John" (بإضافة ’s)، بينما لا يتغير شكل "book" نحوياً، ولا يحمل علامات حالة مثل الحالة المطلقة (المرفوعة أو المنصوبة)، بل يبقى على صورته الأساسية.